# Baccanale Chioggiotto (Rotta)
Baccanale Chioggiotto, noto anche come Una festa veneziana sull'acqua o La Festa del Redentore, è un dipinto a olio su tela (193 x 134 cm) realizzato nel 1857 dal pittore italiano Antonio Rotta esposto nell'Ambasciata Italiana del Portogallo.

## Storia
Il dipinto è esposto all'Ambasciata Italiana del Portogallo, nella città di Lisbona, nel salone delle feste di Palazzo dei Conti di Pombeiro.

## Mostre
L'opera Baccanale Chioggiotto di Rotta, inizialmente appartenuta alla Collezione Reale di Casa Savoia, è stata poi esposta nella Galleria Sabauda dei Musei Reali di Torino, e nel 1927 sotto la proprietà del Ministero degli Affari Esteri italiano esposta nel Salone degli Sposi Sala dell'Ambasciata d'Italia in Portogallo nella città di Lisbona, a testimonianza della storia dell'arte italiana. Antonio Rotta è conosciuto come "il pittore filosofo" ma anche come il "pittore delle ballate veneziane", trasformando la rappresentazione pittorica in poesia e narrazione dello specchio sociale dell'epoca, con critica sociale.

## Esposizioni
- Esposizione universale di Vienna 1873[3]
- Fotografia dell'[di che cosa?] (realizzata da Carlo Naya) nella collezione della Fondazione Musei Civici di Venezia[4]